# اینسهایم
اینسهایم (به آلمانی: Insheim) یک شهر در آلمان است که در زودلیشه واینشتراسه واقع شده‌است. اینسهایم ۲٬۱۷۵ نفر جمعیت دارد.